# Povijest LGBT-a na Havajima
Društveni položaj i prava LGBT-osoba značajno su se mijenjali na Havajima. Prije 19. stoljeća, Havajci, kao i ostali stanovnici Polinezije, imali su vrlo tolerantan stav prema istospolnim vezama. Nakon dolaska kršćanskih misionara, strogi "zakoni protiv sodomije" stupili su na snagu. Godine 2013., istospolni je brak postao legalan na Havajima.

## Prije 19. stoljeća
Više informacija: Māhū
Na drevnim Havajima, riječ māhū označavala je treći rod. Veze između osoba istog spola nazvane su moe aikāne te su bile prihvaćane.

## 19. stoljeće
Kad su kršćanski misionari stigli na Havaje, u doba Kraljevine Havaji, pokušali su nametnuti kršćanski moral Havajcima. Kralj Kamehameha III. preobratio se na kršćanstvo i donio zakone koji su zabranili mnoge aktivnosti. Na snagu je stupio zakon koji je zabranjivao istospolni odnos. "Zakon protiv sodomije" donijet je 1850. godine. 

## 20. stoljeće
Godine 1958., održano je posljednje poznato suđenje protiv sodomije na Havajima. Zakon se promijenio 1972., kada su istospolni odnosi postali legalni.

## 21. stoljeće
Godine 2013., istospolni brak postao je legalan na Havajima.